# سرو مراکشی
سرو مراکشی (نام علمی: Cupressus atlantica) نام یک گونه از سرده سرو است.